# لو وی (بازیکن سافت‌بال)
لو وی (انگلیسی: Lü Wei؛ زادهٔ ۲۱ ژوئن ۱۹۸۳) بازیکن سافت‌بال زن اهل چین بود. در بازی‌های المپیک تابستانی ۲۰۰۴ شرکت کرده‌است.